# Butautas
Butautas, battezzato come Enrico (Trakai, 1346 circa – Praga, 7 maggio 1380), era uno dei figli di Kęstutis, granduca di Lituania nel 1381-1382 e principe di Drohiczyn fino al 1365.
Egli tentò di deporre suo zio Algirdas e di usurpare il potere in Lituania, ma fallì e dovette fuggire dalla sua patria. Si unì alla corte del Sacro Romano Impero e ispirò persino una poesia sulla conversione al cristianesimo. Butautas viene talvolta confuso con suo fratello Vaidotas

## Colpo di stato e fuga nello Stato monastico
La prima testimonianza scritta su Butautas si rintraccia in Jan Długosz. Lo storico descrive le incursioni lituane in Masuria nel 1336 e menziona Butautas come figlio di Gediminas. Poiché si tratta invece del nipote, una simile informazione non è considerata verosimile.
I primi dati attendibili risalgono all'estate del 1365. Mentre Algirdas e Kęstutis erano in Volinia per aiutare il loro fratello Liubartas nelle guerre di Galizia-Volinia, Butautas assieme ad altri nobili, tentò di eseguire un colpo di stato. Tuttavia, i piani furono scoperti da Dirsūnas, il governatore di Vilnius. Butautas fu arrestato, ma il suo complice o fratello Survila lo salvò e uccise Dirsūnas. Andato in frantumi il suo sogno di prendere il potere, Survila e quindici seguaci accompagnarono Butautas nello Stato monastico. Lo storico Stephen Christopher Rowell mette in dubbio che la congiura sia realmente avvenuta, poiché è menzionato solo in una fonte tedesca tarda.
A Königsberg, Butautas fu battezzato col nome Cristiano di Henryk, in onore del comandante di Insterburg il 25 luglio 1365. Si convocarono due vescovi per la cerimonia, Giovanni di Varmia e Bartolomeo di Sambia: inoltre, parteciparono anche crociati inglesi, tra cui il conte di Warwick e Thomas Ufford. In agosto, il nobile lituano supervisione un'incursione teutonica diretta a spingersi nelle zone interne della Lituania, con il proposito di giungere fino a Vilnius e Vilkmergė. Nel corso delle scorrerie, durate 12 giorni, Kernavė e Maišiagala ne uscirono gravemente devastate.

## Vita alla corte dell'imperatore
Tra l'agosto 1366 e l'aprile 1368, Butautas partì per Praga allo scopo di unirsi alla corte di Carlo IV di Lussemburgo, imperatore del Sacro Romano Impero. Survila stavolta non lo accompagnò e rimase invece con i teutonici. Carlo conferì a Butautas delle terre e il titolo nobiliare di duca (Herzog). Butautas, come testimoniato delle fonti, partecipò alle fasi di sottoscrizione di diversi trattati e fu compagno dell'imperatore in diversi viaggi, tra cui uno nello Stato pontificio di papa Urbano V. Assistette ai diplomi imperiali emessi a Modena, Lucca, Roma, Udine, Praga, Tangermünde e Jerichow. Quest'ultimo statuto riportava Butautas come "Re di Lituania" insieme alla famiglia imperiale e prima dei legati pontifici e di altri duchi boemi. Non è noto quando, ma accadde che la corte fu visitata dal poeta tedesco Schondoch: in seguito, egli compose una poesia su come un "re lituano" ignoto si fosse convertito al cristianesimo.
Carlo IV morì nel 1378; solo due anni più tardi, si spense anche Butautas a Praga e fu sepolto nella chiesa di San Tommaso. Nel 1413, suo fratello Vitoldo il Grande ordinò la celebrazione di un requiem e donò alla chiesa un grande tappeto. Per via di quest'ultimo evento, il 1413 viene indicato talvolta come data di morte di Butautas.

## Famiglia
È noto che Butautas, benché non ne sia nota la maglia, ebbe un figlio in Lituania di nome Vaidutis. Anch'egli emigrò in Occidente nel 1381, all'età di sedici anni. Dopo la morte del padre studiò a Parigi fino al 1387: nel 1401, dopo il suo ritorno in Polonia, suo cugino Jogaila, re di Polonia, lo nominò rettore dell'Università Jagellonica. Vaidutis morì nel 1422.